# Elton Prince
Lewis Howley, meglio noto con il ring name Elton Prince (Grays, 21 maggio 1997), è un wrestler inglese sotto contratto con la WWE.
Ha inoltre detenuto due volte l'NXT Tag Team Championship e una volta l'NXT UK Tag Team Championship (in entrambi i casi con Sam Stoker/Kit Wilson).

## Carriera

### Circuito indipendente (2015–2019)
Lewis Howley fece il suo debutto in WrestleForce il 27 marzo 2015 in Live In Weymouthe. Vinse il suo primo titolo il 31 ottobre al Monster Mash Extravaganza sconfiggendo Ryan Albright per vincere il WrestleForce Sportsman Championship. Il 9 luglio 2016 al Live In Hemel Hempstead, Howley lottò per il WrestleForce Great British Championship tenuto da TK Cooper. Il 3 dicembre al Live In Witham, Howley vinse il suo secondo titolo dopo aver sconfitto Paul Tyrrell per vincere il WrestleForce Essex Championship. Howley lottò il suo ultimo match in WrestleForce il 2 dicembre 2017 sconfiggendo Rocky Mac.
Howley debuttò il 15 ottobre 2017, durante il Super 8 Tournament del Regno Unito del 2017, lottando con Sid Scala in un match finito in no-contest. Il 18 marzo 2018, a IPW: UK Clapham, Howley formò un'alleanza con Sammy Smooth sotto il nome The Collective per l'IPW: UK Tag Team Championship detenuto dai membri del Filthy Club Jack Sexsmith e Robert Sharpe. Il 13 marzo 2019, a IPW: UK, Howley e Sam Stoker (nuovo nome di Sammy Smooth) sconfissero il Team Storm (Andreas Corr e Ashley Dunn) divenendo IPW: UK Tag Team Champions. Il 29 maggio i due persero i titoli a LAX-Treme Measures.

### WWE (2019–presente)

#### NXT UK(2019–2022)
Lewis Howley debuttò insieme a Sam Stoker in WWE nel territorio di sviluppo di NXT UK nella puntata del 20 marzo 2019 dove, utilizzando il nome Pretty Deadly come team, vennero sconfitti dall'Hunt (Primate e Wild Boar). Nella puntata di NXT UK del 31 luglio i Pretty Deadly vennero sconfitti dal Gallus (Mark Coffey e Wolfgang). Nella puntata di NXT UK del 28 gennaio 2021 i Pretty Deadly vinsero un Fatal 4-Way Tag Team Elimination match che comprendeva anche Ashton Smith e Oliver Carter, Flash Morgan Webster e Mark Andrews e l'Hunt eliminando per ultimi Andrews e Webster, diventando i contendenti nº1 all'NXT UK Tag Team Championship del Gallus. Nella puntata di NXT UK del 25 febbraio i Pretty Deadly sconfissero Mark Coffey e Wolfgang del Gallus conquistando così l'NXT UK Tag Team Championship per la prima volta. Nella puntata di NXT UK del 19 agosto i Pretty Deadly mantennero le cinture contro i Moustache Mountain (Trent Seven e Tyler Bate). Nella puntata di NXT UK del 9 dicembre i Pretty Deadly persero le cinture contro i Moustache Mountain dopo 287 giorni di regno.

#### NXT(2022–2023)
I Pretty Deadly (con i nuovi ring name Elton Prince e Kit Wilson) debuttarono ad NXT nella puntata del 5 aprile attaccando i Creed Brothers al termine dell'incontro vinto da questi ultimi contro l'Imperium (Fabian Aichner e Marcel Barthel). Nella puntata di NXT 2.0 del 12 aprile i Pretty Deadly vinsero il vacante NXT Tag Team Championship in un Gauntlet match entrando per ultimi ed eliminando i Creed Brothers. La settimana dopo, ad NXT 2.0, i Pretty Deadly conservarono i titoli contro Dexter Lumis e Duke Hudson. Il 4 giugno, a NXT In Your House, i Pretty Deadly persero le cinture di coppia contro i Creed Brothers dopo 53 giorni di regno. Nella puntata di NXT 2.0 del 19 luglio i Pretty Deadly affrontarono Brooks Jensen e Josh Briggs per l'NXT UK Tag Team Championship ma vennero sconfitti. Il 4 settembre, a NXT Worlds Collide, i Pretty Deadly vinsero per la seconda volta sia l'NXT Tag Team Championship che l'NXT UK Tag Team Championship in un Fatal 4-Way Tag Team Elimination match valido per l'unificazione dei due titoli sopracitati che comprendeva anche i Creed Brothers (NXT Tag Team Champions), Brooks Jensen e Josh Briggs (NXT UK Tag Team Champions) e il Gallus (Mark Coffey e Wolfgang); i Pretty Deadly eliminarono per i ultimi i Creed Brothers, vincendo la contesa, grazie al tradimento di Damon Kemp ai danno di questi ultimi. Nella puntata di NXT 2.0 del 13 settembre i Pretty Deadly mantennero le cinture contro i Creed Brothers in uno Steel Cage match grazie all'interferenza di Damon Kemp. Nella puntata di NXT del 4 ottobre i Pretty Deadly conservarono i titoli contro i Brawling Brutes (Butch e Ridge Holland) grazie all'intervento dell'Imperium (Giovanni Vinci e Ludwig Kaiser). Il 25 ottobre, ad NXT, i Pretty Deadly prevalsero su Edris Enofé e Malik Blade mantenendo i titoli. La settimana dopo, ad NXT, i Pretty Deadly difesero i titoli contro la coppia formata dall'NXT Champion Bron Breakker e l'NXT North American Champion Wes Lee grazie all'intervento di Carmelo Hayes. Nella puntata di NXT del 22 novembre i Pretty Deadly conservarono i titoli di coppia contro Andre Chase e Duke Hudson grazie ad un errore di quest'ultimo. Il 10 dicembre, ad NXT Deadline, i Pretty Deadly persero i titoli contro il New Day (Kofi Kingston e Xavier Woods) dopo 97 giorni di regno. Il 4 febbraio, a NXT Vengeance Day, i Pretty Deadly parteciparono ad un Fatal 4-Way Tag Team match per l'NXT Tag Team Championship che comprendeva anche i campioni del New Day, Andre Chase e Duke Hudson e il Gallus ma il match venne vinto da questi ultimi. Nella puntata di NXT del 14 marzo i Pretty Deadly affrontarono il Gallus per l'NXT Tag Team Championship ma vennero sconfitti.

#### SmackDown(2023–presente)
Il 1º maggio 2023, per effetto del Draft, i Pretty Deadly vennero promossi al roster di SmackDown. I Pretty Deadly debuttarono nello show nella puntata del 19 maggio sconfiggendo i Brawling Brutes (Butch e Ridge Holland). Nella puntata di SmackDown del 16 giugno vinsero un gauntlet match eliminando per ultimi i Brawling Brutes (Ridge Holland e Sheamus) diventando i nuovi sfidanti all'Undisputed WWE Tag Team Championship di Kevin Owens e Sami Zayn. Due settimane dopo, a SmackDown, affrontarono Kevin Owens e Sami Zayn per le cinture unificate di coppia ma vennero sconfitti. Nella puntata di SmackDown del 2 febbraio i Pretty Deadly parteciparono ad un fatal four-way tag team match che comprendeva anche Angel e Berto, Cruz Del Toro e Joaquin Wilde e Pete Dunne e Tyler Bate per determinare i nuovi sfidanti all'Undisputed WWE Tag Team Championship ma a vincere furono Dunne e Bate. Nella puntata di SmackDown del 15 marzo i Pretty Deadly vennero sconfitti da Dunne e Bate, non riuscendo a qualificarsi per il ladder match per l'Undisputed WWE Tag Team Championship a WrestleMania XL.

## Personaggio

### Mosse finali
- Enzuigiri kick

### Soprannomi
- "Lightning"
- "Playboy"

## Titoli e riconoscimenti
- International Pro Wrestling: United Kingdom
  - IPW:UK Tag Team Championship (2) – con Sammy Smooth

- WWE
  - NXT Tag Team Championship (2) – con Kit Wilson
  - NXT UK Tag Team Championship (1) – con Sam Stoker

- Wrestle Force
  - Wrestle Force Essex Championship (1)